# Doudou Topaz
Doudou Topaz (né David Goldenberg) était un animateur de télévision israélien controversé. Il s'est pendu le jeudi 20 août 2009 à la prison de Ramla où il était détenu.

## Biographie
Né à Haïfa le 20 septembre 1946 et mort le 20 août 2009.
Il est le fils d'Eliyahu Goldenberg (he), acteur et réalisateur.

## Distinctions
Il a obtenu le prix Kinor David (en).